# Orient Hill
 (mars 2021).
Pour les articles homonymes, voir Orient.
Orient Hill est une communauté non incorporée du comté de Greembrier, en Virginie-occidentale. 
Orient Hill se situe le long de la route 20 (en), à 4 km au sud-ouest de Quinwood.